# Kreis Warendorf (1816–1974)
Der Kreis Warendorf war ein Kreis im Norden von Nordrhein-Westfalen (Deutschland). Am 1. Januar 1975 wurde er im Zuge der Gebietsreform durch das Münster/Hamm-Gesetz aufgelöst und gemeinsam mit dem Kreis Beckum und Teilen des Kreises Münster und des Kreises Lüdinghausen zum neuen Kreis Warendorf vereinigt.

## Geographie

### Nachbarkreise
Der Kreis Warendorf grenzte 1972 im Uhrzeigersinn im Nordosten beginnend an den Landkreis Osnabrück (in Niedersachsen) und an die Kreise Halle (Westf.), Wiedenbrück, Beckum, Münster und Tecklenburg.

## Geschichte

### Vorgeschichte
Die Säkularisation nach dem Reichsdeputationshauptschluss von 1803 führte zur Auflösung des Hochstifts Münster. Der östliche Teil des Münsterlandes einschließlich der Stadt Münster fiel an das Königreich Preußen und bildete fortan das Erbfürstentum Münster. Das Erbfürstentum wurde am 1. Januar 1804 durch eine preußische Verfügung in vier Kreise eingeteilt. Neben den Kreisen Beckum, Lüdinghausen und Münster wurde der Kreis Warendorf eingerichtet. Zu ihm gehörten anfänglich die Städte Freckenhorst, Harsewinkel, Sassenberg, Sendenhorst und Wolbeck sowie die Kirchspiele Albersloh, Altwarendorf, Alverskirchen, Angelmodde, Beelen, Einen, Everswinkel, Freckenhorst, Füchtorf, Greffen, Harsewinkel, Hoetmar, Milte, Neuwarendorf, Rinkerode, Sendenhorst und Wolbeck. Die beiden Städte Warendorf und Münster blieben kreisfrei und wurden unter die Aufsicht von Steuerräten gestellt.
Landrat des Kreises Warendorf wurde Maximilian von Ketteler, zuvor Drost in Sassenberg. Bei einer Neugliederung der Kreise im Erbfürstentum Münster wurde der Kreis Warendorf am 1. Juni 1806 um die Stadt und das Kirchspiel Telgte sowie die Gemeinden Ostbevern und Westbevern aus dem Kreis Münster wesentlich nach Westen erweitert; außerdem kam das Kirchspiel Amelsbüren aus dem aufgelösten Kreis Lüdinghausen hinzu.
Noch im selben Jahr wurde das Münsterland von Napoleon besetzt. 1808 wurde das Gebiet des Erbfürstentums Münster dem Großherzogtum Berg zugeordnet, das eine völlig neue Verwaltungsstruktur nach französischem Vorbild schuf. Das spätere Kreisgebiet gehörte nun zum Arrondissement (Bezirk) Münster im Département Ems. Das Arrondissement Münster war in Kantone gegliedert; der Kanton Warendorf untergliederte sich in die Mairien Warendorf (Stadt Warendorf), Altwarendorf (Kirchspiel Warendorf), Freckenhorst sowie Hoetmar und der Kanton Sassenberg in die Mairien Beelen, Füchtorf, Harsewinkel sowie Sassenberg. Von 1811 bis 1813 gehörten die beiden Kantone Warendorf und Sassenberg zum Département Ruhr des Großherzogtums Berg.

### Der Kreis Warendorf von 1816 bis 1974

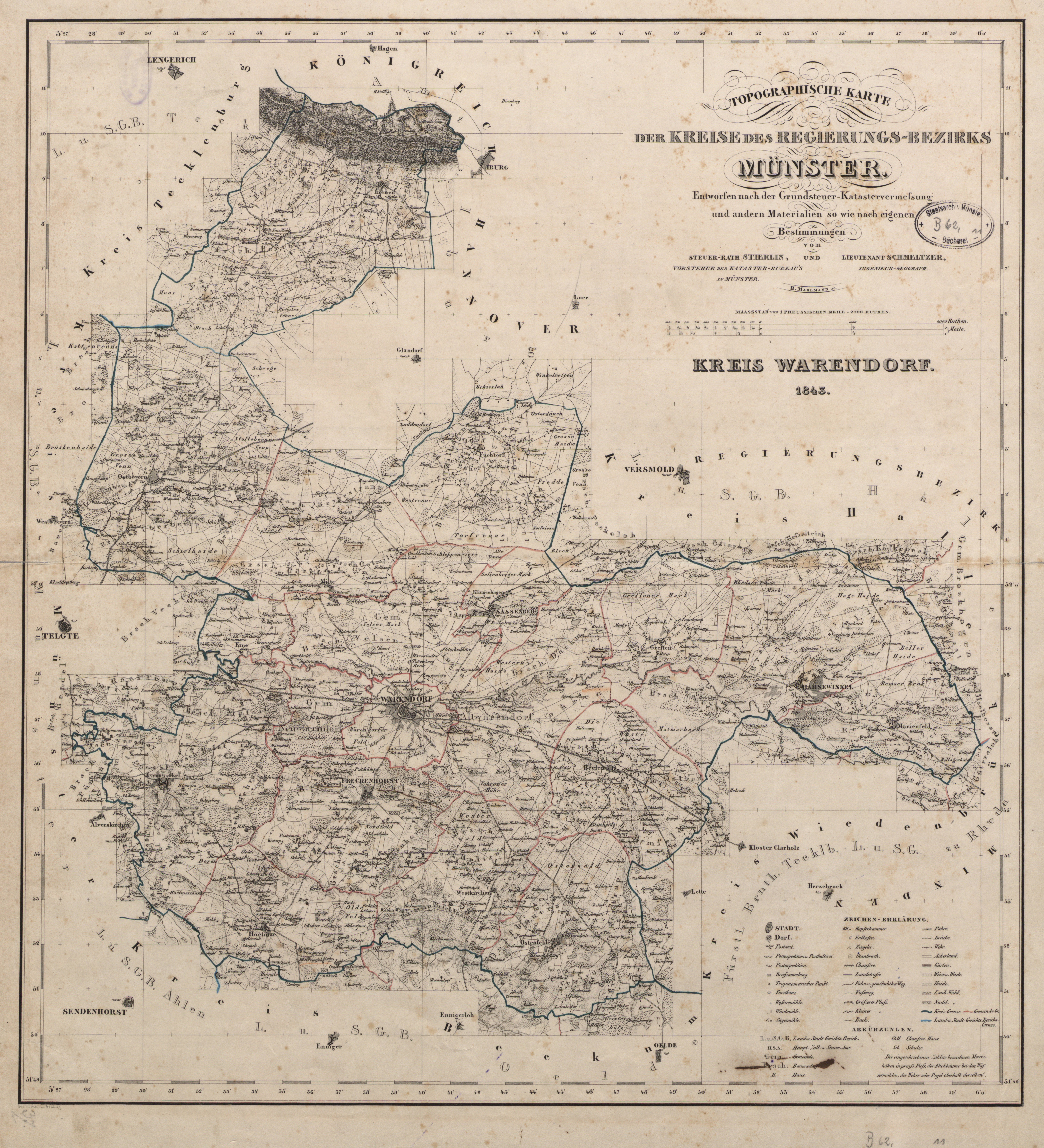
Der Kreis Warendorf im Jahr 1843

Nach dem Ende der Franzosenzeit fiel das Münsterland wieder an Preußen, das zum 1. Januar 1816 die Provinz Westfalen schuf. Innerhalb der Provinz wurde der Regierungsbezirk Münster gebildet, der in zehn Kreise eingeteilt wurde. Zum neuen Kreis Warendorf gehörten nach seiner Gründung am 10. August 1816 zunächst die neun Bürgermeistereien Beelen, Everswinkel, Freckenhorst, Harsewinkel, Hoetmar, Lienen, Ostbevern, Sassenberg und Warendorf. Mit der Einführung der Landgemeinde-Ordnung für die Provinz Westfalen wurden in den Jahren 1843 und 1844 die Bürgermeistereien in Ämter überführt. Die Kreisstadt Warendorf, die amtsfrei blieb, hatte zu dieser Zeit etwa 5000 Einwohner und gehörte zu den zwanzig größten Städten in Westfalen. 1857 wurde das Amt Lienen aus dem Kreis Warendorf in den Kreis Tecklenburg umgegliedert. Im Kreis Warendorf bestanden seitdem sieben Ämter und insgesamt 22 Gemeinden:
| Amt          | Gemeinden                                                         |
| ------------ | ----------------------------------------------------------------- |
| amtsfrei     | Warendorf (Stadt)                                                 |
| Beelen       | Beelen, Ostenfelde und Westkirchen                                |
| Everswinkel  | Everswinkel                                                       |
| Freckenhorst | Stadt Freckenhorst, Kirchspiel Freckenhorst und Neuwarendorf      |
| Harsewinkel  | Greffen, Stadt Harsewinkel, Kirchspiel Harsewinkel und Marienfeld |
| Hoetmar      | Hoetmar                                                           |
| Ostbevern    | Einen, Milte und Ostbevern                                        |
| Sassenberg   | Dackmar, Füchtorf, Gröblingen, Sassenberg, Velsen und Vohren      |

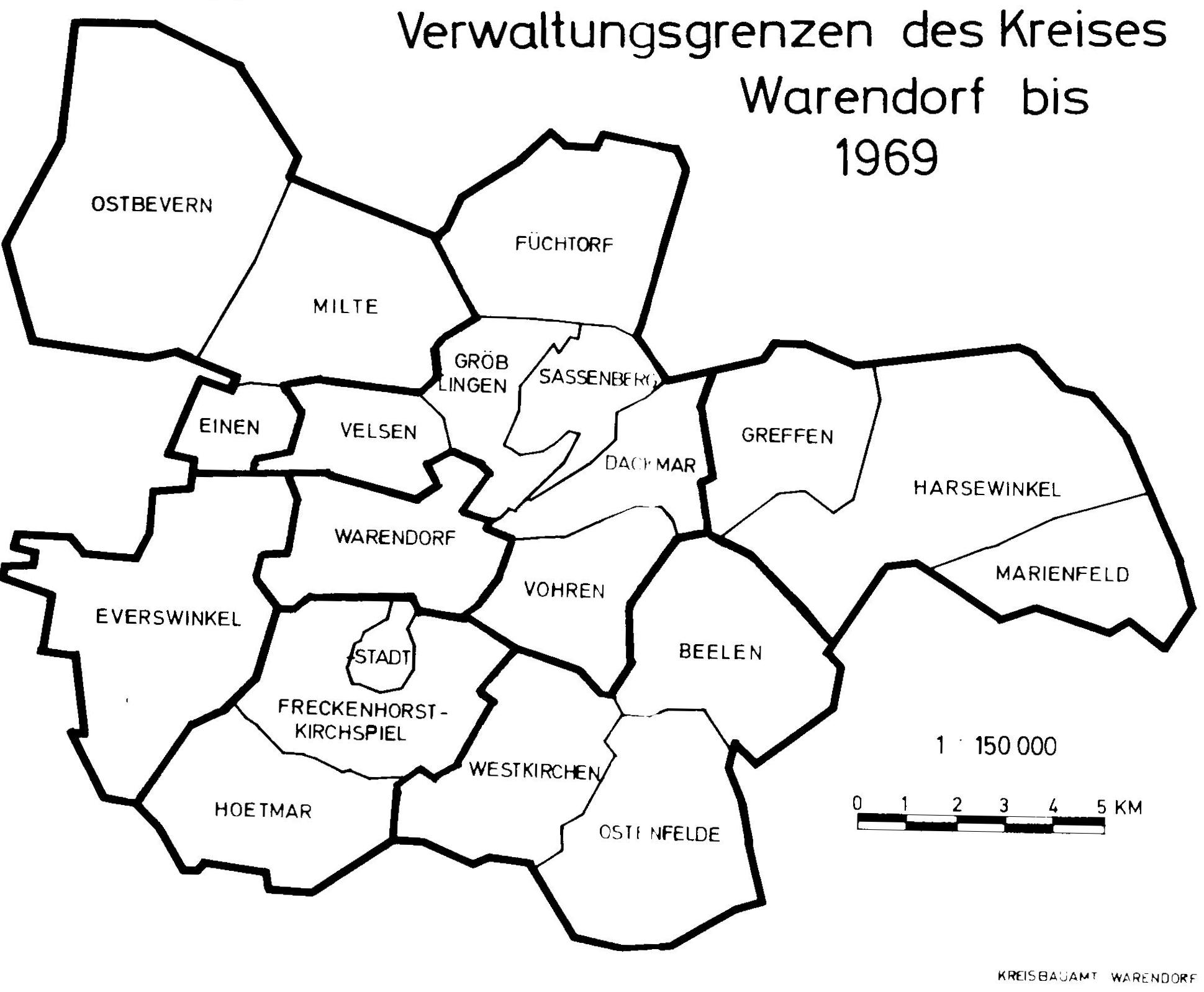
Verwaltungsgrenzen des Kreises bis 1969

Die Ämte Everswinkel und Hoetmar wurden 1934 aufgehoben, und 1938 wurde Hoetmar ins Amt Freckenhorst eingegliedert. Die Gemeinde Kirchspiel Harsewinkel wurde 1937 in die Stadt Harsewinkel eingemeindet. Am 1. Oktober 1945 wurde die Gemeinde Neuwarendorf in die Stadt Warendorf und am 1. Januar 1969 die Gemeinde Kirchspiel Freckenhorst in die Stadt Freckenhorst eingemeindet. Durch das Gesetz zur Neugliederung von Gemeinden des Landkreises Warendorf ergaben sich zum 1. Juli 1969 weitere Änderungen:
- Dackmar, Füchtorf und Gröblingen wurden in die Stadt Sassenberg eingemeindet.
- Velsen und Vohren wurden in die Stadt Warendorf eingemeindet.
- Das Amt Sassenberg wurde aufgehoben.
- Hoetmar wurde in die Stadt Freckenhorst eingemeindet.
- Das Amt Freckenhorst wurde aufgehoben.

Am 1. Oktober 1969 wurde aus dem Landkreis der Kreis Warendorf.
Im Rahmen des Bielefeld-Gesetzes wurden am 1. Januar 1973 Harsewinkel, Greffen und Marienfeld zur neuen Stadt Harsewinkel zusammengeschlossen, die gleichzeitig in den ostwestfälischen Kreis Gütersloh umgegliedert wurde. Die Kreisfläche reduzierte sich hierdurch von 559,39 km² auf 459,36 km². Der Kreis Warendorf umfasste seitdem noch zehn Städte und Gemeinden.

### Auflösung des Kreises Warendorf
Am 1. Januar 1975 wurde im Rahmen des Münster/Hamm-Gesetzes, § 53 der Kreis Warendorf aufgelöst. Anschließend entstand der neue Kreis Warendorf durch Zusammenschluss der damaligen Kreise Beckum und Warendorf. Hinzu kamen noch die Stadt Drensteinfurt aus dem aufgelösten Kreis Lüdinghausen sowie Albersloh, Rinkerode und Telgte aus dem aufgelösten Kreis Münster. Von den Gemeinden des aufgelösten Kreises Warendorf wurden Ostenfelde und Westkirchen nach Ennigerloh sowie Einen, Freckenhorst und Milte in die Stadt Warendorf eingemeindet. Die Ämter Beelen und Ostbevern wurden aufgehoben.

## Einwohnerentwicklung
| Jahr | Einwohner | Quelle |
| ---- | --------- | ------ |
| 1819 | 32.770    | [ 14 ] |
| 1832 | 33.232    | [ 4 ]  |
| 1858 | 29.216    | [ 15 ] |
| 1871 | 28.102    | [ 16 ] |
| 1880 | 28.246    | [ 16 ] |
| 1890 | 29.339    | [ 17 ] |
| 1900 | 30.124    | [ 17 ] |
| 1910 | 32.952    | [ 17 ] |
| 1925 | 35.860    | [ 17 ] |
| 1939 | 39.107    | [ 17 ] |
| 1950 | 58.339    | [ 17 ] |
| 1960 | 59.700    | [ 17 ] |
| 1970 | 70.700    | [ 11 ] |
| 1973 | 58.900    | [ 12 ] |

## Politik

### Ergebnisse der Kreistagswahlen ab 1946
| Jahr   | CDU  | SPD  | FDP | DZP  | BHE |
| ------ | ---- | ---- | --- | ---- | --- |
| 1946   | 57,2 | 12,4 | 1,1 | 27,2 |     |
| 1948   | 38,9 | 21,2 |     | 31,5 |     |
| 1952   | 51,5 | 15,5 | 3,6 | 19,9 | 8,1 |
| 1956   | 50,2 | 18,0 | 4,8 | 21,3 | 5,7 |
| 1961   | 58,0 | 16,8 | 6,2 | 15,6 | 3,4 |
| 1964   | 60,6 | 21,9 | 7,6 | 09,9 |     |
| 119691 | 62,4 | 24,4 | 6,8 | 04,0 |     |
| 1973   | 67,5 | 23,0 | 6,8 |      |     |

Bei der Wahl im Jahr 1948 erreichten unabhängige Kandidaten 7,4 % der gültigen Stimmen.
Fußnote
1 1969: zusätzlich: UWGB: 2,0 %

### Landräte
- 1804–1807: Maximilian von Ketteler
- 1816–1817: Maximilian von Ketteler
- 1817–1831: Clemens von Korff gen. Schmising
- 1831–1832: Maximilian von Ketteler
- 1832–1866: Carl von Twickel
- 1866–1899: Carl von Wrede
- 1899–1929: Max Gerbaulet
- 1929–1933: Simon Groener
- 1933:–9999 Hanns Querfeld
- 1933–1945: Joseph Gerdes
- 1945–1946: Hermann Terdenge
- 1946:–9999 August Freiherr von Korff
- 1946–1948: Bernhard Meier-Overesch
- 1948–1952: Carl Esser, Zentrum
- 1952–1953: Johannes Weber, CDU
- 1953–1974: Josef Höchst, CDU

### Oberkreisdirektoren
- 1946–1951: Hermann Terdenge
- 1951–1955: Paul Eising
- 1955–1974: Karl Schnettler

### Wappen
In Gold ein roter Balken, belegt mit drei goldenen Rosetten. Die Farben Rot und Gold deuten auf die Farben des Hochstifts Münster hin, zu dem das Gebiet beider Kreise bis 1803 gehörte. Die Sonnenräder (Rosetten) sind dem Familienwappen der Familie Vogt von Warendorpe entnommen. Das Wappen wurde am 1. Februar 1938 verliehen.

## Kfz-Kennzeichen
Am 1. Juli 1956 wurde dem damaligen Landkreis bei der Einführung der bis heute gültigen Kfz-Kennzeichen das Unterscheidungszeichen WAF zugewiesen.